# フリードリヒ・ヴィルヘルム・フォン・プロイセン
フリードリヒ・ヴィルヘルム・フォン・プロイセン（Prinz Friedrich Wilhelm von Preußen, 1880年7月12日 - 1925年3月9日）は、プロイセンの王族、プロイセン王子（Prinz von Preußen）。最後のドイツ皇帝ヴィルヘルム2世の又従弟。全名はフリードリヒ・ヴィルヘルム・ヴィクトル・カール・エルンスト・アレクサンダー・ハインリヒ（Friedrich Wilhelm Viktor Karl Ernst Alexander Heinrich）。

## 生涯
プロイセン王子アルブレヒトとその妻でザクセン＝アルテンブルク公エルンスト1世の娘であるマリーの間の三男として、シュレージエンのカーメンツ城（現在のポーランド領カミェニェツ・ゾンプコヴィツキ）で生まれた。ベルリン、エアバッハにある父方の祖母マリアンネの居城ラインハルツハウゼン城、父が摂政を務めていたブラウンシュヴァイク公国で少年時代を過ごし、ボン大学でPh.D.の学位を取得した。フリードリヒ・ヴィルヘルムは文学や音楽に関心が深かった。
1910年6月8日にポツダムにおいて、ラティボル公ヴィクトル2世アマデウスの娘アガーテ（1888年 - 1960年）と結婚した。夫妻はシュレージエンのルディに住んだ。1912年、フリードリヒ・ヴィルヘルムはフランケンシュタイン郡（Landkreis Frankenstein）の郡長に任命され、1918年のドイツ革命により君主制が廃止されるまで同職にあった。
第一次世界大戦が始まると、フリードリヒ・ヴィルヘルムは少将の地位を与えられて戦争に参加し、皇帝ヴィルヘルム2世の代理人として諸外国と外交交渉を行い、ヨーロッパ中を飛び回った。大戦末期にドイツの君主制崩壊の兆しが現れると、フリードリヒ・ヴィルヘルムはイギリスの政体をモデルとする立憲君主制への移行を提案する大学教授たちと、現体制を存続させ再構築する方策について論じ合った。
ヴァイマル共和国の成立後、フリードリヒ・ヴィルヘルムはドイツ帝国の復活を目指す君主制支持者たちの運動に加わった。君主制支持者たちは、帝政復古が成った場合には、ヴィルヘルム皇太子の長男ヴィルヘルム王子を皇帝位につけ、彼の成人まではフリードリヒ・ヴィルヘルム王子を摂政にするつもりだった。
1925年、ドレスデンのヴァイサー・ヒルシュ地区（Weißer Hirsch）において、44歳で亡くなった。

## 子女
妻アガーテとの間に4人の娘をもうけた。
- マリー・テレーゼ・アウグステ・ヴィクトリア・フリーデリケ・ヘンリエッテ・シャルロッテ・アガーテ（1911年 - 2005年） - 1933年、アロイス・ルドルフ・フーク（Aloys Rudolph Hug）と結婚
- ルイーゼ・ヘンリエッテ・ヴィルヘルミーネ・ゾフィー・アルベルティーネ・マリー・エリーザベト・エルネスティーネ・ヴィクトリア・マルガレーテ（1912年 - 1973年） - 1936年、ヴィルヘルム・シュマルツ（Wilhelm Schmalz）と結婚
- マリアンネ・ツェツィーリエ・アウグステ・フリーデリケ・ヴィルヘルミーネ・エリーザベト・ヨハンナ（1913年 - 1983年） - 1933年、ヘッセン＝フィリップスタール＝バルヒフェルト侯子ヴィルヘルムと結婚
- エリーザベト・アウグステ・ヴィルヘルミーネ・ヴィクトリア・マルガレーテ・フランツィスカ・カロリーネ（1919年 - 1961年） - 1946年、ハインツ・メース（Heinz Mees）と結婚